# 2010 au Nouveau-Brunswick
Chronologie du Nouveau-Brunswick
- 2006
- 2007
- 2008
- 2009
- 2010
- 2011
- 2012
- 2013
- 2014

Cette page concerne des événements d'actualité qui se sont produits durant l'année 2010 dans la province canadienne du Nouveau-Brunswick.

## Événements
- 19 juillet : le Stade de Moncton est officiellement ouvert.
- 27 octobre : Dale Graham est nommé président de l'Assemblée législative du Nouveau-Brunswick.
- Du 13 au 15 décembre : le fleuve Saint-Jean subit de graves inondations entrainant l'évacuation de nombreux résidents[1].

### Politique
- 16 janvier : le député fédéral du Parti conservateur du Nouveau-Brunswick-Sud-Ouest Gregory Francis Thompson démissionne du Cabinet de Stephen Harper et annonce qu'il ne se présentera pas aux prochaine élections fédérales.
- 9 février : Mike Murphy démissionne de ses fonctions de député de Moncton-Nord.
- 28 février : la députée de Rogersville-Kouchibouguac, Rose-May Poirier, est nommée au Sénat du Canada.
- Printemps : fondation de l'Alliance des gens du Nouveau-Brunswick.
- 7 juin : le député provincial de Dieppe-Centre—Lewisville Cy Leblanc annonce qu'il ne se présentera pas aux prochaines élections[2].
- 27 septembre : 57e élection générale néo-brunswickoise.
- 12 octobre : David Alward devient premier ministre à la suite de la défaite du chef de l'Association libérale Shawn Graham lors de l'élection du 27 septembre.
- 25 octobre : Roger Duguay quitte ses fonctions de chef du Nouveau Parti démocratique du Nouveau-Brunswick.

### Sport
- 10 mai : les Wildcats de Moncton remportent la Coupe du président
- 19 - 25 juillet : les championnats du monde junior d'athlétisme 2010 ont lieu à Moncton

### Économie
- 24 mars : retrait de l'offre d'achat d'Énergie NB par Hydro-Québec
- 14 avril : ouverture des vannes de la rivière Petitcodiac, ouvrant la voie à sa restauration

## Décès
- 12 mai : Margaret Rideout, députée.
- 13 mai : Peter Trites, député.
- 21 juillet : John E. Irving, homme d'affaires.
- 13 novembre : Noah Augustine, écrivain et homme politique.